# Karartma geceleri
Karartma geceleri è un film del 1990 diretto da Yusuf Kurçenli.